# Robert Ballard
Robert Duane Ballard (Wichita, 30 juni 1942) is een Amerikaanse oceanograaf, vooral bekend om zijn werk in onderwaterarcheologie. Hij is beroemd door zijn ontdekkingen van de wrakken van de Titanic in 1985 en de Bismarck in 1989.

## Vroege leven
Robert D. Ballard werd geboren in Wichita, Kansas in 1942 en groeide op in Pacific Beach, San Diego, Californië. Ballard schrijft zijn vroege belangstelling in onderwateronderzoek toe aan het lezen van Twintigduizend mijlen onder zee, het leven aan de oceaan bij San Diego en zijn fascinatie voor de expedities van de bathyscaaf Trieste.
In 1965 studeerde Ballard af van de University of California, Santa Barbara in scheikunde en geologie. Ballard had bij North American Aviation kleine baantjes gehad sinds 1962 via zijn vader, Chet Ballard, de hoofdingenieur van het Minuteman-raketprogramma. Als eerste werkte hij daar aan de mislukte offerte voor de onderzeeboot Alvin voor het Woods Hole Oceanographic Institution.
Terwijl hij student was in Santa Barbara voltooide hij het United States Army's Reserve Officers' Training Corps programma en werd officier. Hij promoveerde eerst in geofysica van de Universiteit van Hawaï in Manoa's Institute of Geophysics waar hij bruinvissen en walvissen trainde. Na zijn trouwen ging hij voor Andreas Rechnitzers Ocean Systems Group werken bij North American Aviation.
Ballard was bezig aan zijn promotie in marine geologie aan de University of Southern California in 1967 toen hij werd opgeroepen voor de dienst. Op zijn verzoek werd hij toegewezen aan de United States Navy als oceanograaf. De marine wees Ballard aan als liaison tussen de Office of Naval Research en het Woods Hole Oceanographic Institution in Woods Hole, Massachusetts.
Nadat hij de marine verliet in 1970 werkte Ballard bij Woods Hole om organisaties en mensen, voornamelijk wetenschappers, over te halen om de Alvin te financieren en te gebruiken voor onderwateronderzoek. Vier jaar later studeerde Ballard af in mariene geologie en geofysica aan de University of Rhode Island.

## Vroege expedities
Bij het Woods Hole Oceanographic Institution was Ballards eerste duik in een onderzeeboot in de Ben Franklin in 1969 uit de kust van Florida. Later in de zomer van 1970 begon hij aan het in kaart brengen van de Golf van Maine voor zijn doctoraalverhandeling dissertatie. Het project maakte gebruik van een luchtkanon dat schokgolven door het water stuurde om de onderliggende structuur van de zeebodem te bepalen. De Alvin werd gebruikt om een monster naar boven te halen van gesteente.
Tijdens de zomer van 1975 nam Ballard deel aan een gemeenschappelijke Frans-Amerikaanse expeditie genaamd Phere boven de Mid-Atlantische rug op zoek naar hydrothermische bronnen, maar de expeditie vond geen actieve bronnen. Bij de expeditie van 1979 werd gebruikgemaakt van camera's die gesleept werden op grote diepte om foto's te maken van de zeebodem, om het makkelijker te maken om hete bronnen te vinden.
Toen de Alvin een van de plekken onderzocht die ze op die manier hadden gevonden, zagen de wetenschappers zwarte rook uit de bronnen komen, iets wat niet was waargenomen bij de Galapagos rift. Ballard en geofysicus Jean Francheteau gingen naar beneden in de Alvin de dag nadat de black smokers voor het eerst waren waargenomen. Ze konden een nauwkeurige temperatuurmeting doen van de actieve bron - de thermometer was gesmolten bij de vorige duik - waarbij 350 °C werd gemeten. Ballard en Francheteau bleven zoeken naar meer bronnen langs de Oost-Pacifische Rug tussen 1980 en 1982.

## Marine archeologie
Ballard was al van jongs af aan geïnteresseerd in de zee, maar zijn werk aan het Woods Hole en duikervaring in Massachusetts spoorden zijn interesse in scheepswrakken aan. Zijn werk in de marine bestond uit assistentie in de ontwikkeling van kleine ROV's. Al in 1973 zag hij dit als de manier om te zoeken naar het wrak van de Titanic. In 1977 leidde hij zijn eerste expeditie, die zonder succes was.

## RMSTitanic

### Eerste expeditie
In de zomer van 1985 was Ballard aan boord van het Franse onderzoeksschip Le Suroit die gebruik maakte van een side scan sonar om het wrak van de Titanic te vinden. Toen het Franse schip werd teruggeroepen, stapte Ballard over naar een schip van Woods Hole: de Knorr. Niet voor iedereen was bekend dat deze reis werd gefinancierd door de Amerikaanse marine. De geheime missie was het zoeken naar het wrak van de atoomduikboot USS Thresher (SSN-593) en de USS Scorpion, ook een atoomonderzeeboot die vlakbij gezonken was. Naderhand was Ballard vrij om de Titanic te zoeken.
De Knorr arriveerde op 22 augustus 1985 op locatie en liet de Argo te water. De Argo was een ROV geschikt voor diep water. Het plan van Ballard was om de Argo heen en weer te “vegen” boven de zeebodem, niet op zoek naar een schip, maar naar resten. Veel Titanic-experts hadden lang gedacht dat terwijl het schip zonk, er veel resten naar beneden zouden komen.
In de vroege ochtend van 1 september 1985 werden veranderingen opgemerkt aan de zeebodem. Aanvankelijk zagen ze gaten, alsof het kraters waren van inslagen. Uiteindelijk zagen ze een ketel en later de romp zelf.
Het team van Ballard inspecteerde de buitenkant van het schip en nam waar dat de Titanic in tweeën was gebroken en dat de achtersteven er slechter aan toe was dan de rest van het schip. Ze hadden niet veel tijd om het wrak te onderzoeken, aangezien de Knorr voor andere expedities gepland stond, maar zijn faam was nu verzekerd. Aanvankelijk wilde Ballard de exacte locatie geheimhouden, om te voorkomen dat er van het schip geroofd zou worden, aangezien hij het als een graf beschouwde.

### Tweede expeditie
Op 12 juli 1986 keerde Ballard terug om de eerste uitgebreide studie van het schip te maken. Deze keer had Ballard de Alvin bij zich, een kleine onderzeeboot die zeer diep kon duiken met een kleine bemanning. De Alvin had Jason Junior bij zich, een ROV die door kleine openingen paste om zo binnen in het schip te kunnen kijken. Hoewel de eerste duik (die ruim twee uur nodig had om beneden te komen) last had van technische problemen, hadden de daaropvolgende duiken meer succes. Hierbij konden gedetailleerde foto's worden genomen.

## Bismarck
Ballard ondernam een nog moeilijkere expeditie toen hij met zijn team op zoek ging naar de Bismarck. Deze ligt 1200 meter dieper dan de Titanic. Ballard probeerde te achterhalen of de Bismarck door de Britten of door de eigen bemanning tot zinken was gebracht. Drie weken na deze expeditie kwam zijn 21 jaar oude zoon Todd om bij een auto-ongeluk.
Ballard en zijn team hebben ook veel wrakken van de Tweede Wereldoorlog in de Grote Oceaan bezocht. Zo vond hij ook de USS Yorktown (CV-5) op 5.500 m. diepte op 19 mei 1998. De bedoeling was om de Japanse vliegdekschepen "Akagi", "Kaga" of de "Soryu" te vinden, die in dezelfde sector gezonken waren. Die vond hij niet, maar Ballard vond wel de Amerikaanse carrier. Zijn boek Lost Ships Of Guadalcanal bevat veel foto's van de schepen die tot zinken waren gebracht in de beruchte Ironbottom Sound, de straat tussen Guadalcanal en de Florida-eilanden, onderdeel van de Salomonseilanden.

## JFK's PT-109
In 2002 rustten de National Geographic Society en Ballard een schip uit met ROV's voor een expeditie bij de Salomonseilanden. Ze vonden een torpedobuis van het kleine scheepswrak van de PT-109, de torpedoboot van John F. Kennedy, die geramd was in 1943 door een kleine torpedobootjager bij Gizo Island. Door dit bezoek werd ook de identiteit bekend van de eilanders Biuku Gasa en Eroni Kumana die weinig erkenning hadden gekregen voor het feit dat ze het wrak hadden gevonden na een dagenlange zoektocht in hun uitgeholde boomstam.

## Institute for Exploration
In de jaren 90 stichtte Ballard het Institute for Exploration, wat gespecialiseerd is in diepzeearcheologie en diepzeegeologie. In 1999 ging het samen met Mystic Aquarium in Mystic, Connecticut. Ze zijn onderdeel van de non-profit Sea Research Foundation, Inc.

## Zwarte Zee
In een aantal expedities van mariene archeologen, geleid door Ballard, werden oude kustlijnen ontdekt, zoetwaterslakkenhuizen, verdronken riviervalleien, bewerkt hout en door mensen gemaakte constructies in zo'n 100 meter waterdiepte aan de Zwarte Zeekust van Turkije. C14-datering van zoetwaterweekdieroverblijfselen wees op een leeftijd van 7000 jaar.
Volgens een rapport in de New Scientist van 4 mei 2002, vonden de onderzoekers een onderwaterdelta ten zuiden van de Bosporus. Er was aanwijzing van een sterke zoetwaterstroming uit de Zwarte Zee in het 8e millennium v.Chr.. Ballards onderzoek gaf grond aan de Zwarte Zee catastrofe-theorie.

## Amelia Earhart en Robert Ballard
In juli 2019 werd bekend dat Robert Ballard een expeditie zou leiden om het vliegtuig van Amelia Earhart terug te vinden.

## Universiteit
In 2004 werd Dr. Ballard aangesteld als professor in oceanografie aan de University of Rhode Island.